# 鋸南富山インターチェンジ
鋸南富山インターチェンジ（きょなんとみやまインターチェンジ）は、千葉県安房郡鋸南町下佐久間にある富津館山道路のインターチェンジである。

## 道路
- E14 富津館山道路（23番）
- 千葉県道184号外野勝山線

## 周辺
- 国道127号
- 千葉県道89号鴨川富山線
- 鋸南町役場
- 安房勝山駅
- 道の駅富楽里とみやま

## 隣
E14 富津館山道路
(22) 鋸南保田IC - (23) 鋸南富山IC - 富山PA（事業中）/ハイウェイオアシス富楽里 - (24) 富浦IC